# Góry Yōrō
Góry Yōrō (jap. 養老山地 Yōrō-sanchi) – pasmo górskie w Japonii, leżące pomiędzy prefekturami Gifu i Mie. 
Szerokość pasma wynosi około 10 km, a długość około 25 km. Najwyższą górą jest Shō-ga-dake (908 m), pozostałe mają od 400 do 900 m.
Góry Yōrō stanowią zachodnią granicę niziny aluwialnej Nōbi (Nōbi-heiya).